# Antrakinon
Antrakinon  eller difenylendiketon, C14H8O2, är en kinon som bildas vid oxidation av antracen med salpetersyra och utgörs av gula, nålformiga kristaller.

## Användning
Antrakinon är utgångsmaterial för framställning av alizarin, ett av de först framställda syntetiska färgämnena. Ur antrakinon framställs också indantrenfärgämnen.